# Hadronová éra
Ve fyzikální kosmologii byla hadronová éra obdobím ve vývoji raného vesmíru, během kterého největší část hmotnosti vesmíru tvořily hadrony. Začala přibližně 10−6 sekund po Velkém třesku, kdy teplota vesmíru klesla natolik, že se kvarky z předchozí kvarkové éry svázaly dohromady do hadronů. Zpočátku byla teplota dostatečně vysoká, aby umožnila tvorbu párů hadronů a antihadronů, které držely hmotu a antihmotu v tepelné rovnováze. Nicméně, jak teplota vesmíru i nadále klesala, přestalo docházet k tvorbě párů hadronů a antihadronů. Většina hadronů i antihadronů byla zničena při anihilaci, kterou přežil jen malý zlomek hadronů. Anihilace byla skončena asi jednu sekundu po Velkém třesku, kdy začala leptonová éra.

## Další literatura
- Allday, Jonathan (2002). Kvarky, leptony a Velký třesk (Quarks, Leptons and the Big Bang. Second Edition). ISBN 0-7503-0806-0.
- Fyzika 175: Hvězdy a galaxie - Velký třesk, hmota a energie; Ithaca College, New York